# Moroïdine
La moroïdine est un composé biologiquement actif présent dans les plantes Dendrocnide moroides et Celosia argentea. C'est un peptide bicyclique constitué de huit acides aminés, avec notamment par des liaisons croisées inhabituelles leucine-tryptophane et tryptophane-histidine formant les deux macrocycles. Il a été montré que la moroïdine est au moins l'un des composés bioactif responsable de la piqûre douloureuse de Dendrocnide moroides. Elle a également démontré des propriétés antimitotiques, notamment par l'inhibition de la polymérisation de la tubuline, ce qui lui confère un potentiel de médicament chimiothérapeutique. Ceci, combiné à sa structure chimique inhabituelle, en a fait une cible pour la synthèse organique.

## Structure
La moroïdine est un octapeptide bycyclique qui a été isolé de Dendrocnide moroides (aussi appelée Laportea moroides) et des graines de Celosia argentea. Sa structure a été confirmée par cristallographie aux rayons X en 2004. Elle contient de liaisons croisées inhabituelle, l'une entre la leucine et le tryptophane, et l'autre entre le tryptophane et l'histidine. Ces liaisons sont également présentes dans une famille de composés analogues, les célogentines, présentes également dans Celosia argentea.

## Synthèse totale
La synthèse totale de la moroïdine n'a pas été rapporté, seules des synthèses partielles, notamment des liaisons Leu-Trp et Trp-His ont été réalisées. En revanche, plusieurs groupes sont parvenus à la synthèse totale de la célogentine C, un composé extrêmement proche.

Célogentine C, composé de la famille des célogentines, un groupe de molécules présentes dans les graines de Celosia argentea analogues à la moroïdine.

Dans leur synthèse totale de la célogentine C, Castle et al. sont parvenus dans un premier temps à former la liaison Leu-Trp. Cette formation passe par une condensation de Knoevenagel intermoléculaire, suivie d'une addition radicalaire conjuguée et d'une reduction nitro. Le produit est un mélange de diastéréoisomères, le produit principal ayant la configuration souhaitée.
Une seconde approche par Jia et al. passe par une addition de Michael et une bromation, une réaction stéréosélective qui donne un composé avec la bonne configuration et la liaison Leu-Trp.
Chen et al. ont proposé une autre approche stéréosélective couplant l'iodotryptophane à la 8-aminoquinoline catalysé par le palladium donnant un seul des deux diastéréoisomères avec la bonne configuration et la liaison Leu-Trp.
Pour la liaison Trp-His, Castle et al. ont proposé un couplage oxydant par le NCS formant la liaison C-N. Pour empêcher une sur-chloration over-chlorination, le NCS a été incubé avec le Pro-OBn, qui réagit avec le NCS de manière à moduler sa concentration. Cette méthode pour lier le tryptophane et l'histidine a ensuite été utilisé dans les tentatives de synthèse totale.

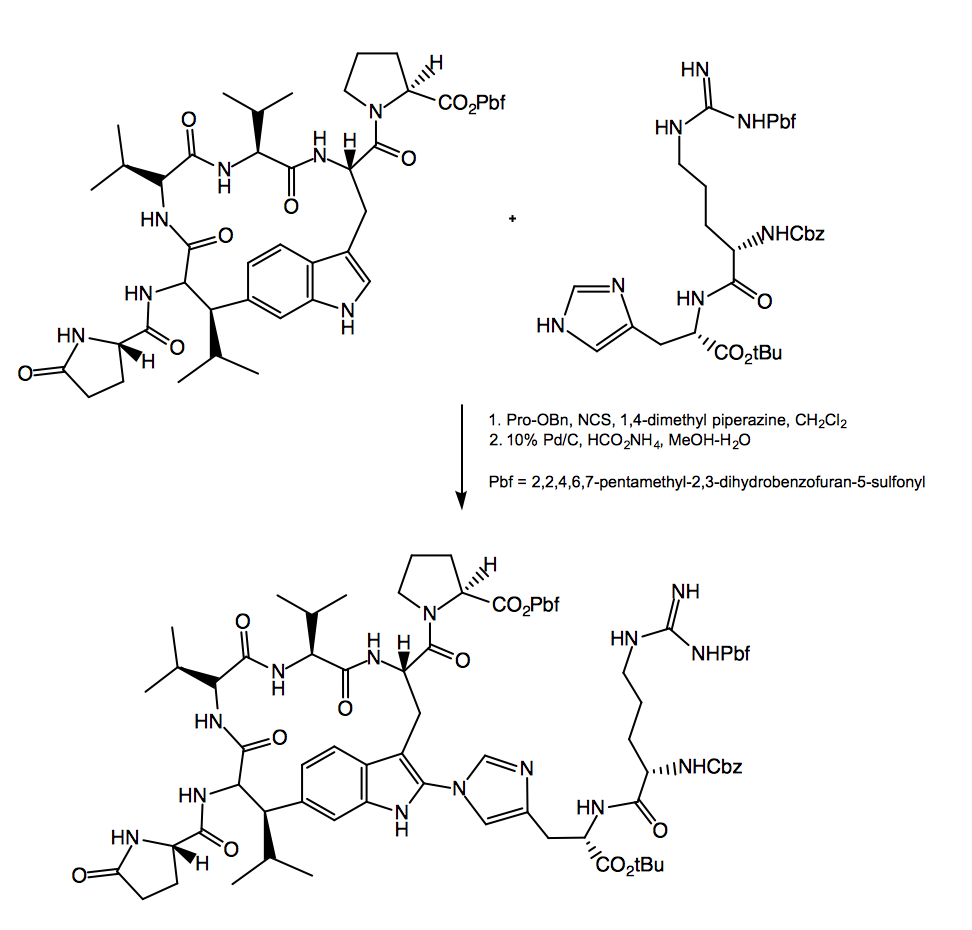
Schéma réactionnel simplifié montrant la formation de la liaison s Trp-His, par Castle et al. Cette étape de couplage oxydatif a été utilisée dans plusieurs tentatives de synthèse ultérieures.

## Toxicité

### Toxine urticante
La moroïdine est l'un des nombreux composés biologiquement actifs isolés du venin de Dendrocnide moroides, un membre de la famille des orties. La plante stocke son venin dans des poils de silice qui se détachent lorsqu'on les touche, libérant les toxines à travers la peau et provoquant une douleur extrême. La moroïdine produit également une réponse douloureuse similaire lorsqu'elle est injectée sous la peau, et on pense donc qu'elle est en partie responsable de la toxicité de la plante. Cependant, les injections de moroïdine ne sont pas aussi puissantes que les injections de matière brute isolée de Dendrocnide moroides, ce qui suggère que le venin contient d'autres toxines urticantes.

### Agent antimitotique
La moroïdine a montré qu'elle avait des propriétés antimitotiques, principalement en inhibant la polymérisation de la tubuline. Les polymères protéiques de la tubuline sont le principal composant des microtubules. Au cours de la mitose, les microtubules forment la structure organisatrice appelée fuseau mitotique, qui capture, aligne et sépare les chromosomes. L'alignement et la séparation corrects des chromosomes sont essentiels pour garantir que les cellules répartissent leur matériel génétique de manière égale entre les cellules filles. Si les chromosomes ne sont pas attachés au fuseau mitotique, le point de contrôle mitotique (en) est activé, ce qui empêche les cellules d'entrer en anaphase et de procéder à la division cellulaire. Les agents qui perturbent les microtubules inhibent donc la mitose par l'activation de ce point de contrôle.
La moroïdine et ses composés apparentés, les célogentines, inhibent la polymérisation de la tubuline. Dans cette famille, la célogentine C est la plus puissante (CI50 0.8×10−6 M), et elle est plus puissante que l'agent antimitotique vinblastine (CI50 3.0×10−6). La moroïdine a elle la même puissance que la vinblastine. En raison de cette activité biologique, les composés de cette famille ont un potentiel en tant qu'agents anticancéreux.
Le mécanisme de perturbation de la tubuline n'est pas connu, mais le degré d'activité biologique a été lié à la structure de du cycle droit contenant la liaison Trp-His. La moroïdine et les célogentines peuvent être divisées en trois groupes en fonction de la similarité structurelle du cycle droit. La célogentine C, le composé le plus puissant, possède un cycle droit unique contenant un résidu de proline. La moroïdine et ses célogentines analogues (E à J) ont toutes une activité comparable à celle de la vinblastine, et un troisième groupe de célogentines ont toutes une activité réduite. Par contraste, l'acide stéphanotique, un composé cyclique analogue uniquement au cycle gauche et contenant la même liaison Leu-His, n'a pas d'activité antimitotique.
D'autres agents anti-tubuline utilisés comme agents de chimiothérapie ont des effets secondaires douloureux connus sous le nom de neuropathie lorsque les médicaments sont en contact direct avec les tissus. Bien que le mécanisme exact de la cause de la neuropathie soit inconnu, on pense qu'il est lié à la dégradation des microtubules, qui sont des composants essentiels des neurones.